# Lisa the Vegetarian
"Lisa Vegetarian" är det femte avsnittet av den sjunde säsongen av Simpsons. Avsnittet sändes ursprungligen på  Fox den 15 oktober 1996. I avsnittet beslutar sig Lisa Simpson för att sluta äta kött, men får problem då både hennes skolkamrater och familjemedlemmar inte uppskattar hennes övergång till vegatarism. Men hon bestämmer sig med hjälp av Apu Nahasapeemapetilon, Paul McCartney och Linda McCartney för att förbli vegetarian.
Avsnittet regisserades av Mark Kirkland och var den första avsnittet som David S. Cohen skrev helt på egen hand för Simpsons. Manuset uppskattades av avsnittets showrunner, David Mirkin, eftersom han själv precis hade blivit vegetarian. Även Dan Castellaneta som gör rösten till Homer Simpson är vegetarian. I avsnittet medverkar Paul och Linda McCartney som sig själva. De medverkade på villkoret att Lisa skulle förbli vegetarian för resten av serien. Avsnittet innehåller även flera hänvisningar till hans musikaliska karriär och låten "Maybe I'm Amazed" spelas upp under sluttexten. Avsnittet var den fjärde högst visade avsnittet på FOX under första sändningsveckan. Avsnittet har vunnit två priser en Environmental Media Award och ett Genesis Award eftersom avsnittet lyfte upp miljö- och djurfrågor. 

## Handling
Familjen Simpson besöker en djurpark för småbarn, där Lisa blir förtjust i ett lamm. Till middagen serverar hennes mor, Marge lammkotletter, men Lisa börja tänka på lammet som hon blev förtjust i och vill inte äta maten. När Marge erbjuder Lisa andra maträtter så erbjuder hon bara henne kötträtter och hon tänker då bara på kopplingen mellan rätten och djuren, och meddelar att hon inte längre vill äta kött. Varken hennes bror Bart eller far Homer gillar idén och försöker få henne att ändra inställning. Reaktionen i skolan är inte bättre och när Lisa begär få ett vegetariskt alternativ till lunch bestämmer rektorn sig för att studenterna ska se på en propagandafilm från köttrådet med Troy McClure, som kritiserar vegetarianism. Lisa är inte imponerad av filmen, och hennes klasskamrater börjar reta henne.
Homer bestämmer sig för att anordna en BBQ-grillfest och hela familjen förutom Lisa tycker att det är en bra idé. Inför grillfesten gör Lisa gazpacho till gästerna som ett alternativ till köttet, men blir utskrattad av gästerna. Lisa blir då ursinnig och förstör då huvudrätten, en helstekt gris. Efter att festen blev förstörd av Lisa skäller Homer ut henne som bestämmer sig för att lämna huset och upptäcker att allt runt omkring henne vill få henne att äta kött och äter en varmkorv på Kwik-E-Mart. Affärsägren Apu, som själv är vegan, avslöjar att hon har ätit en tofukorv och tar med henne till taket på Kwik-E-Mart där de träffar på Paul och Linda McCartney där de berättar för henne att de också har intresse för djurens rättigheter. De får Lisa inse att vegetarianism är rätt, men hon bör tolerera dem som inte håller med om hennes åsikter. Lisa bestämmer sig för att gå hem och hittar Homer som letar efter henne. Lisa ber Homer om ursäkt och erkänner att hon inte hade rätt att förstöra hans grill.

## Produktionen
Idén till avsnittet kom av manusförfattaren, då han jobbade med manuset till ett annat avsnitt av Simpsons. Cohen kunde inte koncentrera sig på sin uppgift, eftersom var hungrig och skrev då på baksidan av sitt manus som han för tillfället arbetade på, "Lisa blir vegetarian?", och visade texten för Brent Forrester, som gillade idén. Show runner David Mirkin godkände därefter berättelsen när Cohen berättade om idén för honom.
Författaren Bill Oakley kom senare med idén till grillfesten. Cohens första utkast hade en mer filosofisk diskussion mellan Lisa och Homer om att äta kött, men Oakley berättade för Cohen att berättelsen behövde något mer specifikt för ligga till grund för Homers och Lisas tvist. 
Vid den tidpunkt då episoden skrevs, var Paul McCartney den enda levande medlemmen i The Beatles som aldrig medverkat i Simpsons. John Lennon dog innan showen skapades, men Ringo Starr och George Harrison hade gästspelat år 1991 och 1993. Man föreslog att McCartney skulle medverka i avsnittet, eftersom David Mirkin tänkte att avsnittet skulle vara attraktivt för honom, eftersom McCartney själv är vegetarian. McCartney gick med på att medverka i avsnittet mot att Lisa förblir vegetarian i serien.
Linda har berättat för Entertainment Weekly att episoden var en chans för dem att sprida vegetariska ordet till en bredare publik. Paul och Linda är också båda fans av Simpsons
Mirkin har senare sagt att inspelningen med McCartney var en av de mest "fantastiska" upplevelserna han haft i sitt liv.  Han flög till London och träffade paret på Paul McCartneys inspelningsstudio, där de spelade in deras repliker under en timme. Från början skulle Matt Groening följt med men han missade sitt plan. Senare blev avsnittet Trash of the Titans tillägnad Linda efter att hon avled.
Episoden är regisserad av Mark Kirkland, som var fascinerad av berättelsen eftersom han inte hade sett många TV-avsnitt om vegetarianism. Utseendet för Paul och Linda McCartney är ovanliga för Simpsons eftersom de har bruna och blå iris istället för svarta
I en scen i avsnittet när Homer häller ut två flaskor tändvätska på sin grill, liknar den en scen i avsnitteet "Treehouse of Horror", eftersom man kopierade av de gamla skisserna "Treehouse of Horror" för att hjälpa animatörerna att animera scenen.

## Kulturella referenser
Episoden har flera hänvisningar till The Beatles och Paul McCartney, till exempel berättar McCartney för Lisa att om man spelar låten "Maybe I'm Amazed" baklänges får man höra ett recept på linssoppa. En modifierad version av låten spelas under sluttexten när den spelas baklänges, kan man höra McCartney läsa upp receptet. Receptet spelades in som vanligt och spelades sen upp baklänges.

## Utmärkelser
Avsnittet vann en Environmental Media Award i kategorin "Best Television Episodic Comedy",  och en Genesis Award för "Best Television Comedy Series, Ongoing Commitment".